# Fehérszemű hófény
A fehérszemű hófény (Scilla luciliae) az egyszikűek (Liliopsida) osztályának spárgavirágúak (Asparagales) rendjébe, ezen belül az amarilliszfélék (Amaryllidaceae) családjába tartozó faj.

## Rendszertani eltérés
Ezt a növényfajt, amint magyar neve is utal rá, korábban a hófények (Chionodoxa) közé sorolták be, azonban manapság a csillagvirágok (Scilla) nemzetségébe tartozik.

## Előfordulása
A fehérszemű hófény eredeti előfordulási területe Törökországban van. Közkedvelt kerti dísznövény, emiatt sokfelé termesztik. Vadonnövő állományai jöttek létre a következő országokban, illetve államokban: Csehország, Németország, Szlovákia, Illinois, Massachusetts, Michigan és Utah.

## Megjelenése
Évelő hagymás növényfaj. A virágzó szára 10 centiméter magas, míg a két levele 8 centiméter hosszú és 2 centiméter széles. A virág szirmai liláskékek, de a tövük fehér, ilyenformán „szemet” alkotva. A virág átmérője 3,5 centiméteres. Kora tavasszal nyílik, az év további szakaszait hagymagumóként tölti.